# Fabricinuda mossambica
Fabricinuda mossambica är en ringmaskart som först beskrevs av Francis Day 1957.  Fabricinuda mossambica ingår i släktet Fabricinuda och familjen Sabellidae. Inga underarter finns listade i Catalogue of Life.